# Callulina
Callulina es un género de ranas de la familia Brevicipitidae que es endémico de Tanzania y zonas adyacentes de Kenia. 

## Especies
Se reconocen las siguientes según ASW:
- Callulina dawida Loader, Measey, de Sá & Malonza, 2009
- Callulina hanseni Loader, Gower, Müller & Menegon, 2010
- Callulina kanga Loader, Gower, Müller & Menegon, 2010
- Callulina kisiwamsitu de Sá, Loader & Channing, 2004
- Callulina kreffti Nieden, 1911
- Callulina laphami Loader, Gower, Ngalason & Menegon, 2010
- Callulina meteora Menegon, Gower & Loader, 2011
- Callulina shengena Loader, Gower, Ngalason & Menegon, 2010
- Callulina stanleyi Loader, Gower, Ngalason & Menegon, 2010